# 中村裕司
中村 裕司（なかむら ゆうじ、1982年1月19日 - ）は、ホッカイドウ競馬の元騎手。血液型はO型。

## 来歴
北海道沙流郡門別町（現日高町）出身。地方競馬教養センター第69期長期騎手課程修了、北川數男厩舎所属。
デビューは1999年4月13日、地元の門別競馬場で エンジェルパスに騎乗して7着、4月29日 に門別競馬場でのレースでシンカイトに騎乗して初勝利を挙げた。2005年5月5日には地方競馬通算100勝を達成した。
2007年12月17日付で騎手を引退した。肩の故障が理由であるという。最終成績は地方競馬通算2676戦173勝、中央競馬38戦0勝であった。